# Joël Bourgeois
Joël Bourgeois, född 25 april 1971, är en friidrottare från Kanada. Han deltog vid olympiska sommarspelen 1996 och olympiska sommarspelen 2000.